# Route des Légendes
De Route des Légendes is een bewegwijzerde toeristische autoroute in Wallonië. De 120 kilometer lange route door de Ardennen is bewegwijzerd met zeshoekige borden. De route loopt door Remouchamps, Aywaille, Sprimont, Havelange, Chevron, Fonds de Quarreux, Nonceveux.